# 말라얀집박쥐
말라얀집박쥐(Arielulus societatis)는 애기박쥐과에 속하는 박쥐의 일종이다. 말레이시아에서만 발견된다.

## 특징
작은 박쥐로 전완장은 35~38mm이고, 꼬리 길이는 33~37mm이다. 귀 길이는 8.5~9mm, 몸무게는 최대 5.5g이다. 털은 길고 무성하다. 등 쪽은 짙은 갈색부터 검은색까지 다양하고 배 쪽은 갈색이다.

## 분포 및 서식지
말레이반도 페락주 동부와 클란탄주 서부, 파항주, 슬랑오르주 북부에서만 알려져 있다. 해발 약 266m 물가 슨처의 일차림과 이차림에서 서식한다.